# Chondrosia reniformis
Chondrosia reniformis är en svampdjursart som beskrevs av Giovanni Domenico Nardo 1847. Chondrosia reniformis ingår i släktet Chondrosia och familjen Chondrillidae. Inga underarter finns listade i Catalogue of Life.

## Bildgalleri

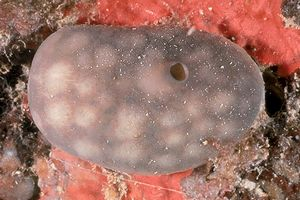
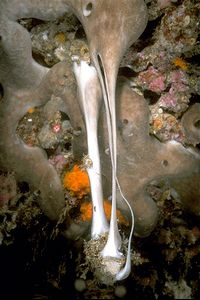